# 개풍군의 국회의원
다음은 개풍군의 국회의원에 대한 설명이다.
| 대수  | 이름           | 소속정당           | 임기                              | 선거구역    |
| ----- | -------------- | ------------------ | --------------------------------- | ----------- |
| 제1대 | 신광균(申光均) | 대한독립촉성국민회 | 1948년 5월 31일 - 1950년 5월 30일 | 개풍군 일원 |
| 제2대 | 신광균(申光均) | 일민구락부         | 1950년 5월 31일 - 1954년 5월 30일 | 개풍군 일원 |

한국 전쟁 이후 경기도 개풍군이 조선민주주의인민공화국으로 넘어갔기 때문에 이 지역에서 대한민국 국회의원은 없다.